# Rowland Heights, Kalifornien
Rowland Heights är en ort (CDP) i Los Angeles County, i delstaten Kalifornien, USA. Enligt United States Census Bureau har orten en folkmängd på 48 993 invånare (2010) och en landarea på 33,9 km².